# Barleria ramulosa
Barleria ramulosa är en akantusväxtart som beskrevs av C. B. Cl.. Barleria ramulosa ingår i släktet Barleria och familjen akantusväxter. Utöver nominatformen finns också underarten B. r. dispersa.